# Docteur Light
Plusieurs personnages dans l’Univers DC portent le nom de Docteur Light. Le plus connu de tous est Arthur Light, un ennemi de longue date des Teen Titans et de la JLA. 
Les autres personnages connus sous ce nom furent une super-heroïne sans relation avec ce dernier ainsi qu’un personnage mineur du Golden Age qui n’apparut que trois fois avant de disparaître. 

## Histoire

### Origines
Le Dr. Light du Silver Age est un physicien criminel qui apparut pour la première fois dans Justice League of America #12. Cependant, un retour de continuité dans Secret Origins #37 nous apprend que ce dernier était le deuxième Dr. Light. Son prédécesseur était un collaborateur chez S.T.A.R. Labs (en), un scientifique nommé Jacob Finlay. Finlay avait un costume qui utilisait une technologie avancée lui permettant de contrôler la lumière, mais sa carrière de super-héros a été écourtée par Arthur Light qui le tua. Il lui vola le costume ainsi que son pseudonyme de « Docteur Light » à des fins criminelles. Arthur fut souvent hanté par le fantôme de Finlay mais réussit à se débarrasser de lui grâce à la lumière émise par son costume.
Arthur Light était un ennemi mineur mais régulier de nombreux héros. Il s’attaqua à la JLA, mais devant sa défaite, il se dirigea contre les Teen Titans. Il fonda alors les Fearsome Five qui furent vaincus par les Titans et Light fut brutalement évincé des Fearsome Five. Light est un minable souvent vaincu. Sa défaite la plus humiliante fut celle qui lui fut infligée par Little Boy Blue et ses Blue Boys – un groupe d’enfants n’ayant aucun super-pouvoir.

### Suicide Squad
Rongé par sa propre culpabilité, Light s’engagea dans la Suicide Squad, un groupe de super-vilains dont le but était de remplir des missions suicide pour le gouvernement américain qui en retour leur accorderait une amnistie.
Le fantôme de Finlay, qui n’avait jamais vraiment quitté Light, réussit à convaincre ce dernier de prendre un tournant héroïque, mais il fut tué par les Paradémons d’Apokolips. Light Fut envoyé en Enfer, où il fut physiquement fusionné avec Finlay. Les deux furent relâchés de l’enfer pour mourir aussitôt à nouveau : Light s’étouffa quand il se retrouva à l’intérieur de sa tombe, et Finlay, revenant d’entre les morts, fut tué par des fanatiques religieux. 
Cependant, Arthur Light revint de nouveau à la vie.
Dr. Light, libéré du fantôme de Finlay, voulut rejoindre la Suicide Squad, mais son appel fut rejeté par Amanda Waller. Il fut happé un temps dans la batterie de recharge de Green Lantern ce qui eut pour effet de le transformer en lumière vivante. 
Il rejoint l’Injustice Gang et aida Lex Luthor à fabriquer des copies holographiques des membres de la JLA.

### Identity Crisis
Lors de la mini-série Identity Crisis Flash (Wally West) et Green Lantern (Kyle Rayner) découvrent le secret reliant certains de leurs collègues. Des années auparavant Sue Dibny avait été violée par le Dr. Light dans le satellite de la Justice League of America. Pour éviter qu'il ne recommence, les membres présents de la ligue (les précédents Green Lantern, Hal Jordan et Flash, Barry Allen, Hawkman, Zatanna, Green Arrow, Black Canary, Atom) avaient décidé de « changer légèrement sa personnalité » en utilisant les pouvoirs de Zatanna. C'est la raison pour laquelle il avait été si facile à battre par la suite.
Craignant que le meurtre de Sue Dibny soit une vengeance, ils se lancent à la poursuite du Dr. Light, qui recouvre la mémoire durant le combat de Deathstroke contre la JLA et les deux criminels s'échappent grâce au pouvoir et à la colère du Dr. Light. Celui-ci est disculpé par les premiers résultats de l'autopsie.

## Série animéeTeen Titans
Le Docteur Light a fait quelques apparitions dans la série animée Teen Titans en tant qu'un des nombreux antagonistes mineurs. Les Titans le battent très souvent, et il n'occupe que rarement, voire jamais une place dans tout un épisode. Contrairement à la version du comics, il est un plutôt bon combattant, mais son intelligence est nettement plus limitée : par exemple, dans l'épisode 42, il organise un plan "secret" qui produit tellement de lumière que les Teen Titans en sont avertis depuis leur salon, sans même avoir à utiliser l'alarme. 
Sa première apparition se fait dans Plus Jamais, où il donne pendant un moment du fil à retordre aux Titans, avant d'être vaincu avec facilité par une Raven furieuse et à demi-possédée par Trigon, dont il avait involontairement réveillé la partie démoniaque en la provoquant. Les pouvoirs obscurs de la demi-démone faillirent le tuer, et il en reste par la suite terrorisé par Raven, au point de préférer se rendre immédiatement plutôt que de la réaffronter.
Fait original, Light joue un rôle important dans l'épisode Kole, où il tente d'utiliser une machine basée sur un cristal pour augmenter considérablement la puissance de sa tenue. Après que les Titans aient détruit son cristal, il capture Kole afin de se servir d'elle comme cristal catalyseur. Une fois de plus, cependant, il est vaincu par les efforts combinés de Kole, Gnaark et des Titans.
Light fait quelques brèves apparitions dans les rangs de la Confrérie du Mal (Retour à la Maison, La Grande Course...) mais n’apparaît pas dans la bataille finale, étant alors absent. À la fin de Tous à l'attaque, il cambriole une banque, sans savoir que, malheureusement pour lui, tous les Titans (membre originaux comme membres honoraires, ce qui fait un total de trente) sont présents en ville, et s’apprêtent à l'attaquer...

## Série TV
Docteur Light apparait dans la deuxième saison de Flash. Elle est interprétée par Malese Jow. Dans la série, ses pouvoirs ne viennent pas de sa tenue : comme bon nombre des personnages de la série, elle est dans cette version une méta-humaine, capable d'absorber la lumière de n'importe quelle source (Lampe de chevet, lumière de stade, laser) et de la renvoyer (Barry finit temporairement aveugle après une confrontation avec elle).